# Agama impalearis
Agama impalearis е вид влечуго от семейство Agamidae. Видът е незастрашен от изчезване.

## Разпространение
Разпространен е в Алжир, Западна Сахара и Мароко.

## Описание
Продължителността им на живот е около 6 години. Популацията на вида е стабилна.